# Taranis (mitologia)
Taranis (Gromowładny) – jeden z trzech głównych bogów plemion celtyckich. 
Należał do starszych bóstw mitologii galijskiej, tworząc wraz z Esusem i Teutatesem trójcę bóstw męskich. W cesarstwie utożsamiany przez Rzymian z Jowiszem lub Dis Paterem. W zachowanych inskrypcjach galijskich mógł również występować pod imieniem Taranucnusa (Taranucusa), jak np. na dedykowanym ołtarzu z wirtemberskiego Böckingen.
Obok Teutatesa i Esusa wymieniony przez poetę Lukana w poemacie epickim Pharsalia jako istotny element tej triady. Poświęcone mu zabytki występują na całym obszarze świata celtyckiego, od Bałkanów aż po terytorium Brytanii. Będąc prawdopodobnie bogiem burz i piorunów (tarann dotychczas w języku walijskim i bretońskim oznacza „grom”), w ikonografii przedstawiany w postaci orła lub brodatego olbrzyma zwanego Włochaczem, zwykle ze swym głównym symbolem – kołem ze szprychami, a także z piorunem, spiralą (esownicą) albo trykwetrem.
Wiadomo, że ofiary ludzkie przeznaczone dla Taranisa poddawano całopaleniu. Nasuwa to przypuszczenie, iż w triadzie z pozostałymi bogami, ten sposób uśmiercania miał symbolizować ogień jako jeden z elementów natury (w przypadku Teutatesa – wodę, a Esusa – ziemię i wegetację).
Za panowania cesarza Tyberiusza ołtarz bogów celtyckiej Galii: Taranisa, Esusa i Teutatesa, znajdował się na terenie Paryża, odkryty w 1771 pod katedrą Notre-Dame.